# 米列希安
在中世紀基督教的虛構愛爾蘭史書《奪取愛爾蘭記》裡，米列希安（英語：Milesians；愛爾蘭語：Mylesia）是由伊比利半島遷移至愛爾蘭的蓋爾人。他們成為後來的愛爾蘭人。米列希安一詞源自米爾·艾斯班尼（Míl Espáine），原文是拉丁文「Miles Hispaniae」的愛爾蘭語拼寫方式，原意為「西班牙士兵」。

## 神話
《奪取愛爾蘭記》可能是11世紀的基督教僧侶所撰寫，試圖作為愛爾蘭及愛爾蘭蓋爾人的史書。依據該書記載，人類是由亞當透過挪亞眾子所衍生的後裔，以及一個名為芬紐斯·法賽德（挪亞的兒子雅弗的後代）的人是蓋爾人的祖先。芬紐斯是斯基提亞的一位王子，被描述為創建巴比倫塔的72個酋長之一。他的兒子聶爾（Nel）娶了埃及法老的女兒絲可塔，育有一個名為蓋戴爾·葛拉斯的兒子。經由變亂口音之後，蓋戴爾傳下了72種語言之一的蓋爾語。蓋戴爾的後代，也就是蓋戴爾人（蓋爾人），在以色列人出埃及記的同時，也離開埃及而遷移到斯基提亞。過了一段時間以後，他們離開斯基提亞，在世界各地漂泊了440年，經歷了一系列的考驗和磨難，此與以色列人歷經40年漂泊在野地相類似。最後，他們由海路到達伊比利亞，並且征服了它。在那裡，蓋戴爾的後代布雷歐岡創建一座名叫布里岡提亞（Brigantia）的城市，並建了一座高塔，從塔頂他的兒子伊斯（Íth）得以望見愛爾蘭。布里岡提亞對應到今日西班牙加利西亞自治區（當時稱為布里岡提姆）的拉科魯尼亞，而布雷歐岡所建造的塔，很可能是以埃庫萊斯塔（古羅馬人建造於拉科魯尼亞）作為背景。有關愛爾蘭蓋爾人來自伊比利亞的加利西亞地區的主張，可能根據伊比利亞（Iberia）和希伯尼亞（Hibernia，愛爾蘭的古典拉丁文拼寫）的名稱相近，而且加利西亞（Galicia）與蓋爾（Gael）的名稱也相近。中世紀的偽歷史學家曾基於名稱的相似性對其他國家提出類似的主張。
伊斯率領一群男人航行到愛爾蘭島。他受到島上三位國王麥克·奎爾、麥克·塞屈特及麥克·葛雷納的歡迎。這三人是當時統治愛爾蘭的圖哈德達南成員。有證據表明，圖哈德達南是愛爾蘭的主要非基督教神祈。伊斯後來被不知名的攻擊者殺死，於是他的手下回到伊比利半島。伊斯的兄弟米爾·艾斯班尼的八個兒子帶領一支侵略武力，預備奪取愛爾蘭以作為報復。他們登陸後，便與圖哈德達南有一番戰鬪，然後朝向王城塔拉前進。在路上，他們遇到三座山，分別由愛爾蘭三位國王的妻子班芭、弗得拉及艾琉掌管。據說她們是土地三女神。她們每一位都說蓋爾人如果跟隨她們說出土地名稱，將會帶來好運氣。有一位蓋爾人阿默琴·古魯因蓋爾答應將如此作。到了塔拉，他們見到三位國王，國王們捍衛自己土地的王權。他們要求休戰三天，在這期間蓋爾人必須停留在距離陸地九個波浪之外。蓋爾人同意了，但當他們的船到達離愛爾蘭九個波浪遠時，圖哈德達南施魔法變出大風浪，使他們無法航回陸地。然而，阿默琴背誦詩句而令風浪平靜。倖存的船隻返回到陸地，兩方人馬同意分割愛爾蘭。蓋爾人取得上半部土地，而圖哈德達南取得下半部土地（即凱爾特神話中的其他世界）並進入希德赫。阿默琴將國土分成兩部分，艾里蒙統治愛爾蘭北半部，而艾伯·芬統治南半部。這種土地劃分方式可能是由作者發明的，用來解釋和證明第七、八世紀王城塔拉和卡舍爾之間的界限。《奪取愛爾蘭記》追溯愛爾蘭朝代至米列西安蓋爾人，例如艾里蒙與艾伯。然而，當代學者認為這些都是虛構人物，作者只是試圖賦予中世紀朝代更多的正統性而已。

## 影響
現代學者認為，米列希安的故事是中世紀的基督教作家的發明，其靈感來自於他們從《七部對抗異教徒的史書》所獲得的知識，該作品是第五世紀初期加利西亞教士保盧斯·奧羅修斯所著。
幾個世紀以來，米爾·艾斯班尼與米列希安的神話在愛爾蘭被用來贏得並確保王朝及其政治正統性。例如在《兩部愛爾蘭史書》（1571年）裡，埃德蒙·坎皮恩試圖用神話為英國君主統治愛爾蘭建立古老的權利。在《愛爾蘭的現狀概論》裡，愛德蒙·史賓賽接受和拒絕神話的不同部分，都刻意貶低了他那時候的愛爾蘭，並為英格蘭在1590年代殖民統治愛爾蘭而辯護（在英國－西班牙戰爭的位階上）。